# Psalm 47

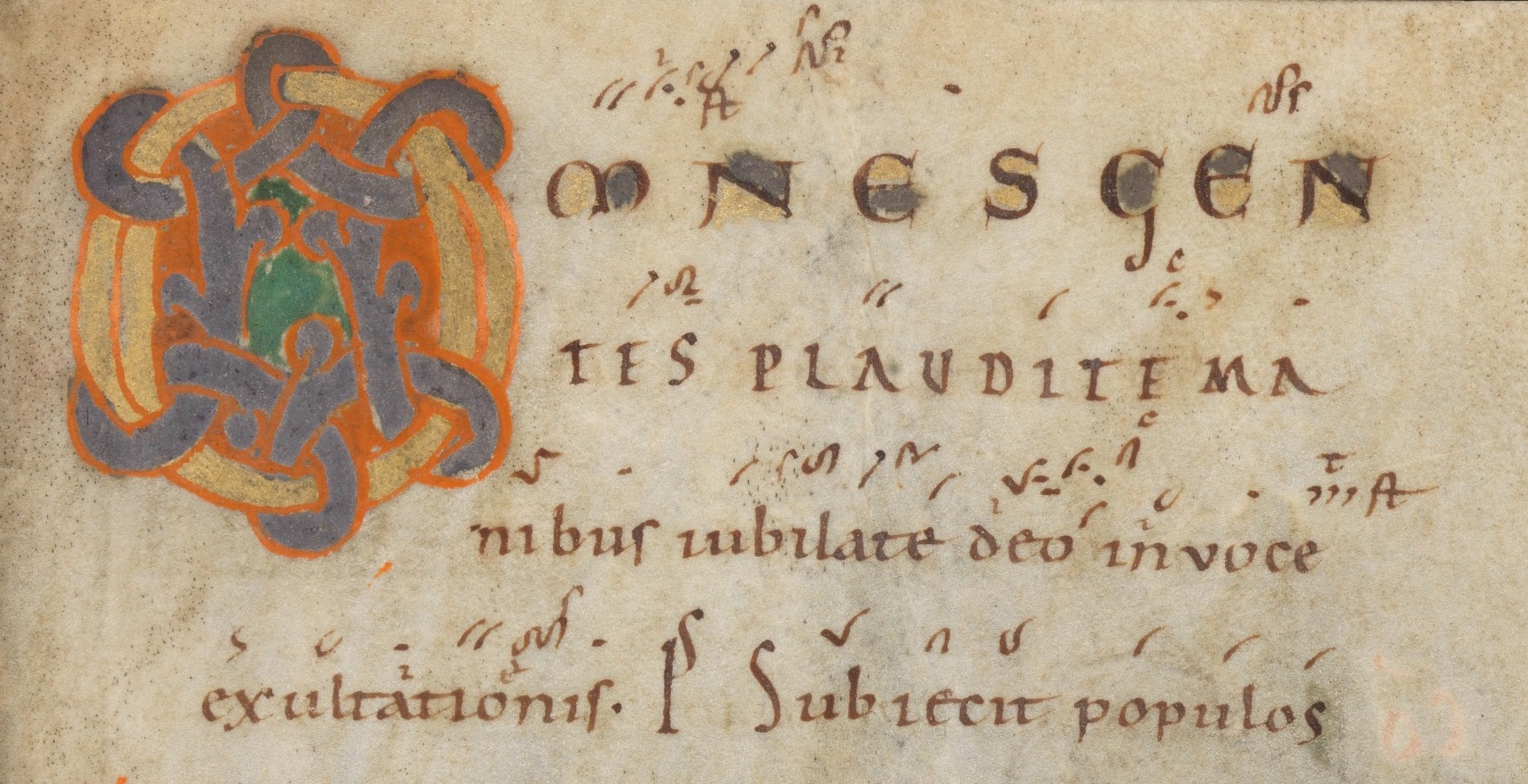
Antiphon aus Psalm 47 (Vulgata 46) mit Neumen im Codex Einsidlensis 121, 10. Jahrhundert: Omnes gentes, plaudite manibus

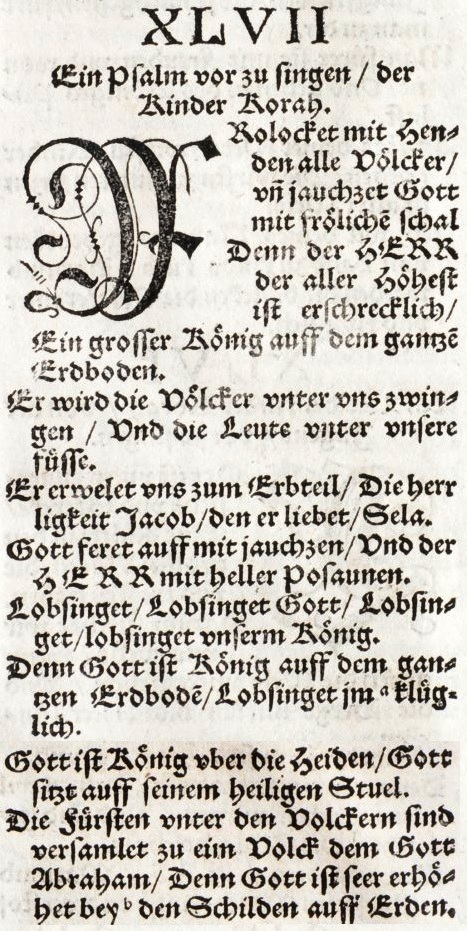
Psalm 47 in der Lutherbibel 1544

Der 47. Psalm ist ein Psalm der „Söhne Korach“ (Vers 1). Inhaltlich wird darin mit Motiven altorientalischer Thronbesteigungsriten das Königtum Gottes besungen. Ob es sich um den Reflex eines realen altisraelitischen Krönungsfestes (Mowinckel) oder um die prophetisch-eschatologische Verwendung von Sprachbildern (Gunkel) handelt, ist in der Bibelwissenschaft seit langem umstritten.

## Einordnung
Bei den „Söhnen (= Sippe) Korach“, von denen laut 1. Vers der Psalm stammt, handelt es sich wohl um ein Geschlecht von Tempelsängern. Der Psalm gehörte ursprünglich möglicherweise zu einem Fest, bei dem die kommende Weltherrschaft Gottes gefeiert wurde. In der jüdischen Überlieferung wird er am Neujahrstag unmittelbar vor dem Schofarblasen gesungen. Im Christentum wurde „Gott“ mit Jesus Christus gleichgesetzt, und Psalm 47 wurde zum Himmelfahrtspsalm.

## Aufbau
- Vers 1: Zuschreibung des Psalms zu den „Söhnen Korach“/ Korachitern.
- Vers 2: Die Herrschaft Gottes wird mit Bildern einer irdischen Königskrönung geschildert.
- Vers 3–5: Der Jubel, zu dem aufgerufen wird, wird durch die Taten Gottes in Vergangenheit und Gegenwart begründet.
- Vers 6–7: Das Auffahren Gottes wird beschrieben und zum Lobgesang aufgefordert.
- Vers 8–10: Die Herrschaft Gottes nicht nur über Israel, sondern über die ganze Welt wird beschrieben.

## Wirkungsgeschichte
In der christlichen Frömmigkeit und Liturgie prägte der Psalm die Vorstellung von der Himmelfahrt Christi entscheidend mit. Als Urheber von „Jubel“ und „Hörnerschall“ wurden die Engel angesehen. Die lateinische Fest-Antiphon Omnes gentes, plaudite manibus wurde aufwendig vertont. Bachs Himmelfahrtskantate Gott fähret auf mit Jauchzen beginnt mit einem Zitat aus Psalm 47. Henry Purcell verwendete eine Paraphrase von John Patrick für seinen Hymnus O all ye people, clap your hands (Z 138).